# NGC 2231
NGC 2231 je otvoreni skup  u zviježđu Zlatnoj ribi. 

## Vanjske poveznice
- SEDS: NGC 2231